# Alison Booth
Alison Lee Booth (geb. vor 1980) ist eine australische Wirtschaftswissenschaftlerin und Hochschullehrerin. Der Schwerpunkt ihrer Arbeit liegt im Bereich der Arbeitsmarktökonomie.

## Leben
Booth studierte an der London School of Economics and Political Science, wo sie 1980 zunächst ihr Studium als Master of Science in Wirtschaftswissenschaften beendete, ehe sie dort 1984 als Ph.D. graduierte. Anschließend war sie als Lecturer an der City University London und der Brunel University. 1990 ging sie als Senior Lecturer ans Birkbeck College. 1995 folgte Booth einem Ruf der University of Essex. Parallel nimmt sie seit 2002 eine Professur an der Australian National University wahr und war als Gastprofessorin an verschiedenen Universitäten tätig.
Neben ihren Tätigkeiten als Dozentin engagierte sich Booth im institutionellen Bereich des Wissenschaftsbetriebs und saß in verschiedenen Gremien nationaler wie internationaler Organisationen. Nachdem sie bereits zwischen 1996 und 2002 dem Exekutivkomitee der European Association of Labour Economists angehört hatte, beerbte sie 2005 Bertil Holmlund als Präsidentin der Wissenschaftsvereinigung. Am Ende der dreijährigen Amtszeit löste Steve Machin sie ab. Darüber hinaus war sie 1999 bis 2004 Editor-in-chief von Labour Economics, dem Publikationsorgan der Organisation.
Booth publizierte verschiedene Werke zur Arbeitsmarkt- und Verhaltensökonomik. Im Zentrum von Forschung und Lehre stehen dabei Gewerkschaften und ihr Einfluss auf die Wohlfahrt und Wertschöpfung, die Auswirkungen von Arbeitslosigkeit und Kündigungen und Lern- sowie Personalökonomie. Ihr Buch The Economics of the Trade Union wurde von der Princeton University zu den Wirtschaftsbüchern des Jahres 1996 gezählt.
Neben der akademischen Arbeit tritt Booth auch als Belletristik-Autorin in Erscheinung. 2010 erschien ihr Debütwerk Stillwater Creek, dem in den folgenden zwei Jahren zwei weitere Romane folgten.